# Henrik Pedersen (cyclisme)
Pour les articles homonymes, voir Pedersen.
Cet article concerne le cycliste. Pour le footballeur, voir Henrik Pedersen (football).
Henrik Breiner Pedersen (né le 3 décembre 2004 à Sønder Felding) est un coureur cycliste danois. Il est notamment champion d'Europe sur route espoirs en 2023.

## Biographie

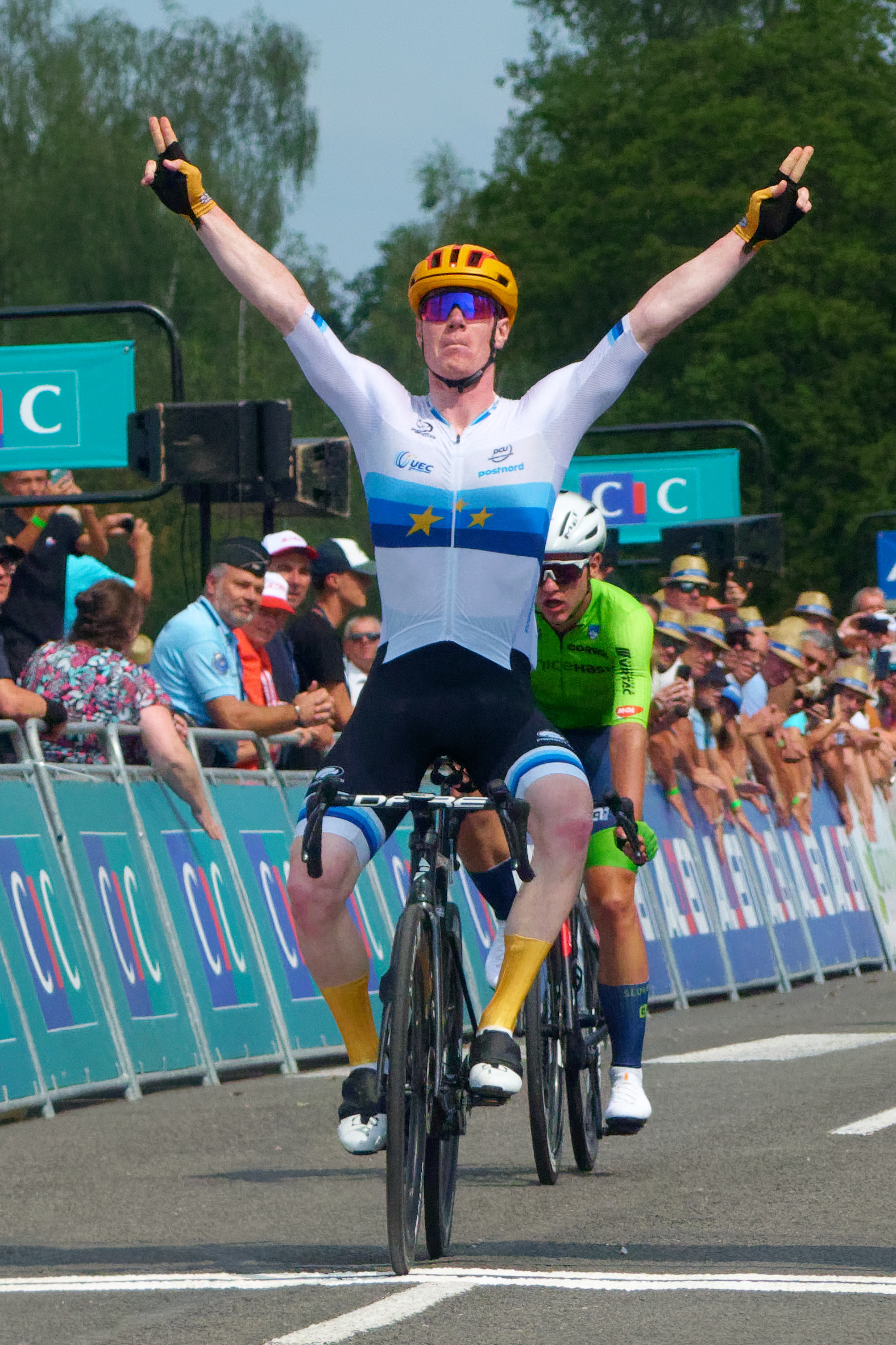
Pedersen avec le maillot de champion d'Europe espoirs, célébrant sa victoire d'étape sur le Tour de l'Avenir 2024.

Henrik Pedersen commence le cyclisme à l'âge de sept ans. En 2015, il rejoint le Herning Cykle Klub et chez les juniors (17/18 ans), il est membre de l'équipe du NPV-Carl Ras Roskilde Junior à partir de 2021. Il décroche ses premiers succès internationaux au cours de la saison 2022 avec son équipe et l'équipe nationale, notamment en remportant une étape et le classement général du Trois Jours d'Axel. Il gagne également cette saison-là le championnat du Danemark sur route juniors, le Circuit de Borsele, ainsi qu'une étape du Tour du Pays de Vaud.
Avec son passage chez les espoirs (moins de 23 ans), Pedersen signe avec l'équipe continentale danoise ColoQuick en 2023. Au début, il n'obtient des résultats que dans les courses du calendrier national. À la fin de la saison, il devient en solitaire championnat d'Europe sur route espoirs. 
Pour la saison 2024, il rejoint l'équipe Uno-X Mobility Development, avec un contrat d'assuré dans l'équipe professionnelle liée Uno-X Mobility pour les saisons 2025 à 2027. Le 19 août 2024, il gagne la première étape du Tour de l'Avenir en réglant au sprint ses deux compagnons d'échappée. Il porte le maillot jaune durant deux jours.

## Palmarès

### Par années
- 2021
  - 2e du championnat du Danemark du contre-la-montre par équipes juniors
- 2022
  -  Champion du Danemark sur route juniors
  - Circuit de Borsele juniors
  - Trois Jours d'Axel :
    - Classement général
    - 3e étape

  - 1re étape du Tour du Pays de Vaud
  - 2e du championnat du Danemark du contre-la-montre juniors
  - 3e du championnat du Danemark du contre-la-montre par équipes juniors
- 2023
  -  Champion d'Europe sur route espoirs
- 2024
  - 1re étape du Tour de l'Avenir
  - 2e du championnat du Danemark du contre-la-montre espoirs
  - 3e du Dorpenomloop Rucphen

### Classements mondiaux
| Année                                 | 2023 | 2024 |
| ------------------------------------- | ---- | ---- |
| Classement mondial                    | 551e | 651e |
|                                       |      |      |
| Légende : nc = non classéSource : UCI |      |      |